# Rufodorsia intermedia
Rufodorsia intermedia är en tvåhjärtbladig växtart som beskrevs av Wiehler. Rufodorsia intermedia ingår i släktet Rufodorsia och familjen Gesneriaceae. Inga underarter finns listade i Catalogue of Life.